# Serqueux (Górna Marna)
Serqueux – miejscowość i gmina we Francji, w regionie Grand Est, w departamencie Górna Marna.
Według danych na rok 2006 gminę zamieszkiwało 485 osób, a gęstość zaludnienia wynosiła 19 osób/km².

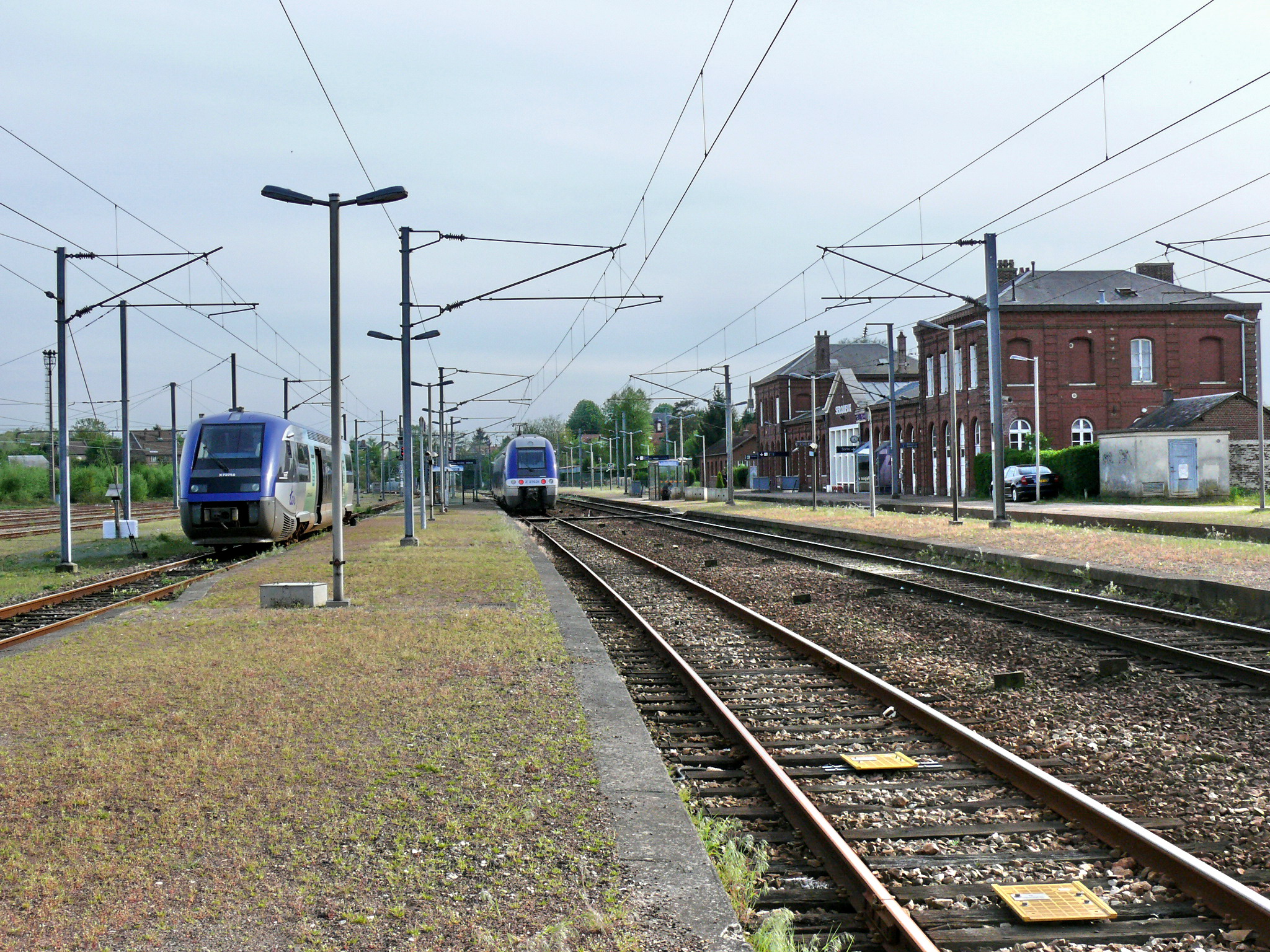
Dworzec kolejowy w Serqueux, 2008